# Alexandre Lacazette
Alexandre Armand Lacazette (ur. 28 maja 1991 w Lyonie) – francuski piłkarz gwadelupskiego pochodzenia, występujący na pozycji napastnika, były reprezentant Francji. W sezonie 2014/2015 został królem strzelców Ligue 1.

## Kariera klubowa
Lacazette urodził się w Lyonie. Piłkarskie treningi rozpoczął w klubie Elan Club Sportif Lyon. Trenował w nim do 2003 i wtedy też został zawodnikiem Olympique Lyon. W juniorskich drużynach Olympique różnych szczebli wiekowych grał do 2009. Wtedy też trener Lyonu Claude Puel włączył Lacazette do kadry pierwszego zespołu. 5 maja 2010 zadebiutował w Ligue 1 w wygranym 2:1 domowym meczu z AJ Auxerre. Był to jego jedyny mecz w Ligue 1 w sezonie 2009/10. W sezonie 2010/2011 rozegrał 9 meczów w lidze i strzelił 1 gola – 30 października 2010, w zwycięskim 2:1 domowym spotkaniu z FC Sochaux-Montbéliard.
5 lipca 2017 został zawodnikiem Arsenalu. 11 sierpnia zadebiutował w Premier League, zdobywając gola w wygranym 4:3 meczu z Leicester City.
9 czerwca 2022 ogłoszono jego powrót do Olympique Lyonu, z którym podpisał trzyletni kontrakt. Pierwszy mecz po powrocie rozegrał 5 sierpnia przeciwko AC Ajaccio (2:1), jednocześnie strzelając pierwszą bramkę. 21 stycznia 2023 w wygranym 3:0 meczu Pucharu Francji z Chambéry SF skompletował hat tricka. 7 maja strzelił 4 bramki w wygranym 5:4 meczu 34. kolejki Ligue 1 przeciwko Montpellier.

## Kariera reprezentacyjna
Karierę reprezentacyjną Lacazette rozpoczął od występów w reprezentacji Francji do lat 16. W latach 2007–2008 grał w reprezentacji do lat 17. W 2008 wywalczył z nią wicemistrzostwo Europy na Mistrzostwach Europy do lat 17 w Turcji. Na tym turnieju zdobył jednego gola, w grupowym meczu z Irlandią.
Następnie Lacazette grał w kadrze do lat 18 i do lat 19. Z tą drugą zagrał w 2010 na Mistrzostwach Europy do lat 19. Francja wygrała wówczas 2:1 w finale z Hiszpanią, a Lacazette zdobył jednego z goli. Na tym turnieju strzelił też 2 bramki w grupowym meczu z Austrią.

## Sukcesy

### Olympique Lyon
- Puchar Francji: 2011/2012
- Superpuchar Francji: 2012

### Arsenal
- Puchar Anglii: 2019/2020
- Tarcza Wspólnoty: 2017

### Reprezentacyjne
- Wicemistrzostwo Europy U-17: 2008
- Mistrzostwo Europy U-19: 2010

### Indywidualne
- Król strzelców Ligue 1: 2014/2015 (27 goli)

### Wyróżnienia
- Piłkarz sezonu Ligue 1: 2014/2015[7]
- Piłkarz sezonu w Arsenalu: 2018/2019[8]
- Drużyna sezonu Ligue 1: 2013/2014, 2014/2015, 2016/2017
- Drużyna sezonu Ligi Europy UEFA: 2016/2017[9]
- Onze de Bronze: 2014/2015[10]